# مكتبة المنخول
مكتبة المنخول، وهي من أهم المكتبات التي تقع في إمارة دُبي في الإمارات العربية المتحدة، في منطقة المنخول ببر دبي، والتي تتبع إدارياََ بشكل مباشر هيئة دبي للثقافة والفنون، حيث تمتد مساحة هذه المكتبة إلى ما يقارب 3750 متر مربع، وتم إنفاق ما يقارب 10 مليون درهم إماراتي من أجل تطوير وإنجاح هذه المكتبة.

## نبذة عامة
تعتبر مكتبة المنخول عبارة عن مشروع يزود القارئ بمساحات متعددة للقراءة مثل قاعات كبير متعددة الإستخدام، مسرح، مصلى للرجال، مصلى للسيدات والعديد من العناوين المحلية والعالمية في مجالات علم الإجتماع والنفس والعلوم المختلفة، فهي تقوم بشكل رئيسي على دعم القراءة والاطلاع وتساعد على انتشار الثقافة والمعلومات وتقديم الخدمات المكتبية بكافة أشكالها سوائ أساسية أو حتى ثانوية وتزويد الزائر بالمعلوماتية المناسبة، ومن جهة أخؤى توفير مجموعة غنية وحديثة من مصادر المعلومات المتخصصة وتنظيمها ومن ثم جعلها متاحة للاستخدام من قبل جميع الزائرين.

## أقسام المكتبة
تتكون مكتبة المنخول العامة من عدة أقسام؛ فهي مقسمة ومرتبة بشكل يتيح لك فرصة الحصول على الكتب بطريقة سريعة، بالإضافة إلى أنها مجهزة بالعديد من التقنيات وخدمة الإنترنت التي تتوفر مجاناً لزوار المكتبة، وتحتوي المكتبة على مساحات واسعة للقراءة تحتوي على طاولات ومقاعد للقراءة وقاعات متعددة الإستخدام، مسرح، مصلى للرجال وللسيدات، مواقف للسيارات، مساحات خضراء واسعة ومرافق مخصصة لذوي الإحتياجات الخاصة لمساعدتهم على الاندماج بالمجتمع. كما تحتوي المكتبة على قسم خاص للأطفال يحتوي على العديد من الكتب الثقافية والعلمية والقصص والبرامج التي تنمي مواهب الأطفال بالإضافة إلى احتوائها على مسرح للأنشطة الثقافية المتعددة.

## وصلات خارجية
- خرائط جوجل، الموقع الرسمي للمكتبة
- ثقافة دبي، مكتبة المنخول

## أنظر أيضاََ
- مكتبة الراشدية العامة
- هيئة دبي للثقافة والفنون
- مكتبة هور العنز العامة
- مكتبة الصفا للفنون والتصميم
- مكتبة الطوار
- مكتبات دبي العامة
- بلدية دبي